# Casa al carrer Bernat Vilar, 21 (Olot)
La casa al carrer Bernat Vilar, 21 d'Olot (Garrotxa) és una obra noucentista inclosa a l'Inventari del Patrimoni Arquitectònic de Catalunya. Actualment està enderrocada.

## Descripció
La casa era de forma irregular seguint la forma del xamfrà, entre la plaça Balmes i el carrer Bernat Vilar, amb teulades a diferents nivells i cobertes amb teules planes. Els amplis voladissos se sostenen amb bigues de fusta. Els careners tenen uns acabaments de terracota vermella en forma de caps de monstre i unes boles. Disposava de planta, pis i golfes. Les obertures eren de punt rodó i carrades, les del primer pis amb guardapols sostinguts per mènsules, molts sortits en estuc. A la façana de ponent, donant sobre el jardí, hi havia una galeria coberta. El jardí es tancava amb una bonica reixa decorada amb motius florals que es repeteixen a les obertures.

## Història
A finals del segle xix s'urbanitza el passeig d'en Blay i poc després el Firalet. A principi del segle XX s'edificà en els terrenys compresos entre el Firalet i la carretera de Sant Joan de les Abadesses. La urbanització d'aquest sector rebrà un fort impuls després de la guerra civil. Es concep com un eixample, amb carrers radio-cèntrics que desemboquen a la plaça Balmes.